# Chamaecrista lineata
Chamaecrista lineata är en ärtväxtart som först beskrevs av Olof Swartz, och fick sitt nu gällande namn av Edward Lee Greene. Chamaecrista lineata ingår i släktet Chamaecrista och familjen ärtväxter. IUCN kategoriserar arten globalt som livskraftig.

## Underarter
Arten delas in i följande underarter:
- C. l. brachyloba
- C. l. brevipila
- C. l. jamaicensis
- C. l. keyensis
- C. l. lineata
- C. l. pinoi